# He laughed last
He Laughed Last es una parodia de las películas de gánsters rodadas en los años 1920.
Es una de las 7 películas en las que colaboraron el tándem Blake Edwards y Richard Quine, al principio de sus respectivas carreras (1952 y 1958).
En su segunda película como director, Edwards repitió con dos actores Frankie Laine y Lucy Marlow. Probablemente, fue más una imposición del estudio (Columbia que una libre elección del director.

## Sinopsis
El portero de un club se enamora de la cantante del mismo, la novia de un policía.

## Otros créditos
- Dirección artística: Walter Holscher
- Edición/Montaje: Jack Ogilvie
- Asistente de dirección: Abby Singer
- Coreografía: Miriam Nelson
- Supervisor musical: Freddy Karger

## Curiosidades
- El guion es de Edwards, pero la idea/argumento viene firmada, tanto por Edwards, como por Robert Quine.
- El ayudante de dirección de Edwards fue Abby Singer.
- La coreógrafa fue Miriam Nelson.
- Está rodada en tecnicolor.

## Enlaces
- He laughed last en Internet Movie Database (en inglés).

- Datos: Q3683786